# Pariotrigona pendleburyi
Pariotrigona pendleburyi är en biart som först beskrevs av Schwarz 1939.  Pariotrigona pendleburyi ingår i släktet Pariotrigona, och familjen långtungebin. Inga underarter finns listade.

## Beskrivning
Pariotrigona pendleburyi är en mycket liten art, med en kroppslängd på 2,5 till 2,75 mm och en längd på framvingarna på omkring 3 mm. Huvudet är svart, med mörkbrunaktiga mundelar, munsköld och antennbaser. Även mellankroppen är svart med en rödbrun fläck, medan bakkroppen är mörkt rödbrun. Huvud och mellankropp har mycket små hår som ger dem en silveraktig lyster.

## Ekologi
Släktet Pariotrigona tillhör de gaddlösa bina, ett tribus (Meliponini) av sociala bin som saknar fungerande gadd. De har dock kraftiga käkar, och kan bitas ordentligt.
Arten bygger sina bon i och vid basen av trädstammar, ofta i kolonier med andra gaddlösa bin.

## Utbredning
Pariotrigona pendleburyi är en sydöstasiatisk art som har påträffats i Thailand, Malaysia (inklusive Sarawak och Sabah) samt Indonesien